# Главное разведывательное управление (СССР)
Гла́вное разве́дывательное управле́ние (ГРУ) — спецслужба, орган внешней разведки Министерства обороны СССР, центральный орган управления военной разведкой в ВС СССР.
Возглавлялось начальником ГРУ, который подчинялся начальнику Генерального штаба Вооружённых Сил СССР и министру обороны СССР. Управление и его структуры занимались разведкой в интересах ВС СССР, в том числе агентурной, космической, радиоэлектронной и другими видами.

## История
В ноябре 1918 года Революционный военный совет Республики (РВСР) утвердил штат Полевого штаба РВСР, в структуру которого входило Регистрационное управление с функциями координации усилий разведывательных органов подразделений РККА и подготовки разведывательной информации для Полевого штаба РККА. Регистрационное управление стало первым центральным органом военной агентурной разведки РККА и первым центральным органом военной контрразведки. Поскольку секретный приказ Реввоенсовета РСФСР № 197/27 о штате Полевого Штаба (включая штат Региструпра) был датирован 5 ноября 1918 года, этот день считается днём рождения советской (а теперь и российской) военной разведки. Первым начальником военной разведки был Аралов Семён Иванович.
В феврале 1921 года с целью создания единого органа управления вооружёнными силами Полевой штаб РВСР был объединён с Всеросглавштабом в Штаб РККА. Региструпр вошёл в состав вновь образованного органа.
В апреле 1921 года Регистрационное управление было преобразовано в Разведывательное управление Штаба РККА (Разведупр) с включением в него отдела войсковой разведки. В соответствующем Положении определялось, что данная структура является центральным органом военной разведки как в военное, так и в мирное время.
В 1921—1925 годах Разведупр осуществлял так называемую «активную разведку» — руководил действиями просоветских партизанских отрядов на территориях соседних с Советской Россией и СССР государств.
В ноябре 1922 года Разведывательное управление Штаба РККА было реорганизовано в Разведывательный отдел Управления 1-го помощника начальника Штаба РККА с существенным сужением функций и сокращением штатной численности.
В 1924 году Разведывательное управление Штаба РККА было воссоздано.
В середине 1920-х Разведуправление уделяло основное внимание военно-технической разведке. В 1924–1935 годах в США, Великобритании, Франции, Германии и Италии были созданы нелегальные резидентуры военно-технической разведки. Сведения, добываемые по линии военно-технической разведки, позволяли сэкономить значительные средства. Тесные связи СССР и Германии в тот период позволили использовать германскую территорию для ведения агентурной разведки в других странах Европы (основное внимание уделялось Польше, Румынии и прибалтийским государствам). В связи с этим в 1921 году при советской миссии в Берлине было создано представительство Разведуправления, известное как Берлинский руководящий центр. Его возглавлял Артур Сташевский. Этот центр существовал до 1924 года, когда было принято решение о создании самостоятельных резидентур во Франции, Италии, на Балканах и в других странах с непосредственным подчинением их Разведывательному управлению.
В сентябре 1926 года Разведывательное управление Штаба РККА было переименовано в IV Управление Штаба РККА.
В августе 1934 года IV Управление Штаба РККА было переименовано в Информационно-статистическое управление РККА, которое в свою очередь было в ноябре 1934 года переведено в прямое подчинение Наркому обороны и переименовано в Разведывательное управление РККА.
В мае 1939 года Разведывательное управление РККА преобразовано в 5-е Управление Наркомата обороны СССР.
В июле 1940 года 5-е Управление было вновь передано в подчинение Генштабу и получило название 5-е управление Красной армии.
16 февраля 1942 года приказом Наркома обороны СССР 5 управление Красной армии было реорганизовано в Главное разведывательное управление Генерального штаба Красной армии с соответствующим изменением структуры и штатной численности.

Приказ о реорганизации 5 управления Генерального штаба Красной армии в Главное разведывательное управление Генерального штаба Красной армии № 0033 16 февраля 1942 года.

1. Реорганизовать 5 Управление Красной армии в Главное разведывательное управление Генерального штаба Красной армии.

2. Назначить: Заместителем начальника Генерального штаба Красной армии, он же начальник Главного разведывательного управления генерал-майора танковых войск Панфилова А. Н.

Военным комиссаром Главного разведывательного управления Генерального штаба Красной армии бригадного комиссара Ильичёва И. И.

3. Главное разведывательное управление Генерального штаба Красной армии иметь в составе:

1-е Управление (агентурное) с отделами:

1-й отдел (Германский)

2-й отдел (Европейский)

3-й отдел (Дальневосточный)

4-й отдел (Ближневосточный)

5-й отдел (Диверсионный)

6-й отдел (фронтовой, армейской и окружной разведки)

7-й отдел (оперативной техники)

8-й отдел (агентурной связи и радиоразведки)

2-е Управление (информационное) с отделами:

1-й отдел (Германский)

2-й отдел (Европейский)

3-й отдел (Дальневосточный)

4-й отдел (Ближневосточный)

5-й отдел (Редакционно-издательский)

6-й отдел (войсковой информации)

7-й отдел (дешифровальный)

Отделы Главного разведывательного управления Генерального штаба Красной армии:

Политический

Внешних отношений

Специальной связи

Специальных заданий

Кадров

Военной цензуры

Контрольно-финансовый

Материально-технического обеспечения.

4. Реорганизацию закончить к 20 февраля 1942 года.

Народный комиссар обороны СССР И. Сталин— ф. 4, оп. 11, д. 67, л. 73-74. Подлинник.
23 октября 1942 года приказом Наркома обороны СССР Главное разведывательное управление было переведено из подчинения Генеральному штабу в прямое подчинение Наркому обороны. На ГРУ возлагалось ведение всей агентурной разведки и диверсионной деятельности как за рубежом, так и на оккупированной территории СССР. Одновременно в составе Генштаба было сформировано Управление войсковой разведки Генштаба, которое руководило работой фронтовых разведорганов и войсковой разведки. Ведение агентурной разведки вновь сформированному управлению было запрещено. Такое разделение функций между двумя разведывательными службами быстро показало свою неэффективность. Приказом Наркома обороны от 19 апреля 1943 года Управление войсковой разведки Генштаба было переименовано в Разведывательное управление Генштаба, и ему было передано руководство агентурной работой и диверсионной деятельностью на оккупированной территории СССР. ГРУ Наркомата обороны СССР сохранило за собой только ведение агентурной разведки за границей.
В июне 1945 года ГРУ Наркомата обороны СССР и РУ Генерального штаба были вновь объединены в Главное разведывательное управление Генерального штаба Красной армии.
В сентябре 1947 года, в связи с реорганизацией разведывательных служб СССР, ГРУ Генштаба было упразднено. Большинство его функций и сотрудников было передано в состав недавно образованного Комитета информации, который объединил в одной структуре военную и политическую (разведка МГБ СССР) разведслужбы. Для руководства оставленными в составе Вооружённых сил органами войсковой разведки была создана относительно небольшая Разведывательно-диверсионная служба.
В январе 1949 года, в связи с возвратом функций по руководству военной разведкой Министерству вооружённых сил СССР, было восстановлено Главное разведывательное управление Генерального штаба Вооружённых сил СССР.
В 1963 году в связи с «делом Пеньковского» из названия ведомства была убрана ссылка на Генеральный штаб. Оно стало называться ГРУ СССР.
В 1991 году, после августовского путча ГРУ СССР было упразднено и заменено Главным управлением Генерального штаба Вооружённых сил СССР. Разведывательные управления при военных округах и флотах на территории Российской Федерации в мае 1992 года вошли в состав Главного разведывательного управления Генерального штаба Вооружённых сил Российской Федерации (переименованного в 2010 году в Главное управление Генерального штаба Вооружённых сил Российской Федерации).
До 1970-х годов руководство ГРУ размещалось в двухэтажном особняке на Гоголевском бульваре, затем, по инициативе начальника ГРУ Петра Ивашутина, построено новое здание на Хорошёвском шоссе.

## Воинские формирования ГРУ
В подчинении ГРУ ГШ ВС СССР находились воинские части и соединения, выполнявшие следующие функции:
- части и соединения Осназ (Особого назначения) — радио-, радиотехническая и радиоэлектронная разведка;
- части и соединения Спецназ (Специального назначения) — специальная разведка.

Части и соединения Спецназ, действовавшие в интересах Сухопутных войск, во многих источниках именовались как «армейский спецназ». Соответственно, воинские части Спецназ, действовавшие в интересах ВМФ СССР, назывались «морской спецназ».

## Структура ГРУ
На протяжении истории своего существования структура ГРУ пережила несколько переформирований. По имеющимся в открытых источниках данным, структура ГРУ представляла собой 12 основных управлений и 8 вспомогательных отделов и управлений.
Основные управления:
- 1-е Управление (Западная Европа);
- 2-е Управление (Дальний Восток);
- 3-е Управление (США, Канада, Латинская Америка);
- 4-е Управление (Ближний Восток и Африка);
- 5-е Управление (оперативная разведка);
- 6-е Управление (радио- и радиотехническая разведка);
- 10-е Управление (Военная экономика);
- 12-е Управление (Космическая разведка)
- Институт Информации ГРУ
- Управление информации;
- Оперативно-техническое управление;
- Центр космической разведки;
- Управление связи;
- 1-е направление (разведка с территории — Москва);
- 2-е направление (разведка с территории — Берлин);
- 3-е направление (национально-освободительные движения);
- 4-е направление (разведка с территории — Куба);
- 1-й отдел (изготовление документов);
- Особый Отдел "Конвейер" - следственный отдел;
- 8-й отдел (шифровальный);
- Управление кадров;
- Административно-хозяйственное управление;
- Политотдел;
- Финансовый отдел;
- Архивный отдел;
- Командный пункт.

Общая военная подготовка офицеров для подразделений специальной разведки ГРУ осуществлялась в следующих военных училищах:
- Рязанское высшее воздушно-десантное командное училище — факультет специальной разведки;
- Киевское высшее общевойсковое командное училище — разведывательный факультет.

Киевское высшее инженерное радиотехническое училище
4 факультет(кафедра  41) РТР
Отдельных специалистов готовил факультет ВВМУРЭ им. Попова.
Кроме того, имелся ряд учебных центров.
Специальная подготовка офицеров ГРУ осуществлялась в Военно-дипломатической академии Министерства обороны СССР. Подготовка осуществлялась на трёх основных факультетах:
- Факультет стратегической агентурной разведки;
- Факультет агентурно-оперативной разведки;
- Факультет оперативно-тактической разведки.

В Военной академии Генерального штаба ВС РФ имелась профильная кафедра.
В структуру ГРУ также входили два научно-исследовательских института, расположенные в Москве, известные как 6-й и 18-й Центральные научно-исследовательские институты.

## Руководители военной разведки
- Аралов, Семён Иванович (ноябрь 1918 — июль 1919)
- Гусев, Сергей Иванович (июль 1919 — январь 1920)
- Пятаков, Георгий Леонидович (январь — февраль 1920)
- Ауссем, Владимир Христианович (февраль — август 1920)
- Ленцман, Ян Давидович (август 1920 — апрель 1921)
- Зейбот, Арвид Янович (апрель 1921 — март 1924)
- Берзин, Ян Карлович (апрель 1924 — апрель 1935)
- Урицкий, Семён Петрович (апрель 1935 — июнь 1937)
- Берзин, Ян Карлович (июнь — август 1937)
- Никонов, Александр Матвеевич (1 — 5 августа 1937) (и. о.)
- Гендин, Семён Григорьевич (сентябрь 1937 — октябрь 1938) (и. о.)
- Орлов, Александр Григорьевич (октябрь 1938 — апрель 1939) (и. о.)
- Проскуров, Иван Иосифович (апрель 1939 — июль 1940)
- Голиков, Филипп Иванович (июль 1940 — июль 1941, 16—22 октября 1942)
- Панфилов, Алексей Павлович (октябрь 1941 — ноябрь 1942)
- Ильичёв, Иван Иванович (ноябрь 1942 — июнь 1945)
- Кузнецов, Фёдор Федотович (ноябрь 1942 — июнь 1945)[10]
- Кузнецов, Фёдор Федотович (июнь 1945 — сентябрь 1947)
- Трусов, Николай Михайлович (сентябрь 1947 — январь 1949)
- Захаров, Матвей Васильевич (январь 1949 — июнь 1952)
- Шалин, Михаил Алексеевич (июнь 1952 — август 1956)
- Штеменко, Сергей Матвеевич (август 1956 — октябрь 1957)
- Шалин, Михаил Алексеевич (октябрь 1957 — декабрь 1958)
- Серов, Иван Александрович (декабрь 1958 — январь 1963)
- Рогов, Александр Семёнович (январь 1963 — март 1963)
- Мамсуров, Хаджи-Умар Джиорович (8 марта 1963 — 14 марта 1963)
- Ивашутин, Пётр Иванович (18 марта 1963 — 13 июля 1987), занимал должность рекордный срок, более 24 лет[11]
- Михайлов, Владлен Михайлович (июль 1987 — октябрь 1991)
- Тимохин, Евгений Леонидович (ноябрь 1991 — август 1992)

## Заместители начальника[12]
1-е заместители начальника:
- Шалин, Михаил Алексеевич (июнь 1951 — июль 1952 г.);
- Феденко, Фёдор Александрович (на 1954 г.);
- Шалин, Михаил Алексеевич (31 августа 1956 — 28 октября 1957 г.);
- Мамсуров, Хаджи-Умар Джиорович (октябрь 1957 — 5 апреля 1968 г.);
- Рогов, Александр Семёнович (23 апреля 1958 — 17 января 1963 г.);
- Мещеряков, Валентин Иванович (1968—1978 г.);
- Сидоров, Яков Ильич (на 1978 — на 1985 г.);
- Павлов, Анатолий Георгиевич (1978—1989 г.);
- Гусев, Юрий Александрович (с декабря 1986 г.);
- Михайлов, Владлен Михайлович (26 февраля — 14 июля 1987 г.);
- Бардеев, Игорь Александрович (конец 80-х — начало 90-х).

Заместители начальника:
- Шалин, Михаил Алексеевич (январь 1949 — июнь 1951 г.);
- Трусов, Николай Михайлович (февраль 1949 — июль 1950 г.);
- Дратвин, Михаил Иванович (декабрь 1949 — апрель 1951 г.);
- Рогов, Александр Семёнович (31 августа 1950 — 6 мая 1953 г.);
- Васильев, Александр Филиппович (13 июня 1951 — 6 мая 1953 г.);
- Бекренев, Леонид Константинович (27 июля 1963 — 28 июня 1967 г.);
- Сидоров, Яков Ильич (1968 — на 1970 г.);
- Толоконников, Лев Сергеевич (1967—1973 г.);
- Ващенко, Владимир Никифорович (октябрь 1975 — январь 1987 г.);
- Петряшев, Кельсий Фёдорович (январь 1987 — март 1989 г.);
- Полищук, Георгий Максимович (с 1989 г.);
- Гулько, Алексей Яковлевич (… — 1991 г.);
- Соколин, Валерий Владимирович.

Заместители начальника по стратегической разведке — начальники стратегической разведки:
- Яковлев, Василий Данилович (апрель 1957 — май 1958 г.).

Заместители начальника по информации — начальники Информации:
- Кореневский, Николай Александрович (1968 ? — 1972 г.);
- Зотов, Николай Александрович (1972 — на 1973 г.);
- Червов, Николай Фёдорович (1976 или 1977—1979 г.);
- Михайлов, Георгий Александрович (1979—1989 г.);
- Ладыгин, Фёдор Иванович (27 июня 1989 — апрель 1990 г.).

Заместители начальника по вооружению:
- Строилов, Георгий Андреевич (1971—1974 г.);
- Костин, Пётр Трофимович (31 мая 1974—1986? г.).

Заместители начальника — начальники Политотдела:
- Долин, Григорий Иванович (май 1967—1986 г.);
- Прохоров, Василий Иванович.

Заместители начальника по кадрам:
- Большаков, Иван Алексеевич (май 1963 — июль 1968 г.);
- Изотов, Сергей Иванович;
- Лемзенко, Кир Георгиевич (1988—1990 г.);
- Иванов, Валерий Александрович.

Помощники начальника:
- Рогов, Александр Семёнович (6 мая — 5 ноября 1953 г.);
- Трусов, Николай Михайлович (май 1955 — июнь 1963 г.).